# Lagewald
Lagewald is een buurtschap in de Nederlandse gemeente Berg en Dal, gelegen in de provincie Gelderland. Het ligt aan de Nederlandse zijde van de grens bij het Duitse dorp Wyler waarmee het ook sterk verbonden is.
Lagewald bestaat uit verspreide boerderijen en woonhuizen langs de grens voorbij de Wylerberg tussen de Oude Kleefsebaan, de Wylerbaan (bij De Kamp) en de Boersteeg richting De Horst. In het gebied is in de Tweede Wereldoorlog rond Operatie Veritable in 1945 zwaar gevochten en de bewoners werden geëvacueerd naar De Horst wat ook de parochie was. De naam werd ook aangeduid als Lage Wald. Er is een schutterij, de Sankt Johannes Bruderschaft Wyler-Lagewald.
Dorpen: Beek · Berg en Dal · Breedeweg · Erlecom · Groesbeek · Heilig Landstichting · De Horst · Kekerdom · Leuth · Millingen aan de Rijn · Ooij · Persingen · Ubbergen

Buurtschappen: Bisselt (deels) · De Bruuk · Colonjes · Dennenkamp · Dekkerswald · Dukenburg · Grafwegen · Groenlanden · Haukes · Holdeurn · De Kamp · Kerstendal · Lagewald · Meerwijk · De Muchter · Nieuwerf · De Plak · De Ploeg · Stekkenberg · Thorense Molen · Tiengeboden · Valkenlaagte · Het Vilje · De Vlietberg · Wercheren · Zeeland